# Heteromyias
Heteromyias – rodzaj ptaków z podrodziny gwizdaczy (Eopsaltriinae) w obrębie rodziny skalinkowatych (Petroicidae). 

## Rozmieszczenie geograficzne
Rodzaj obejmuje gatunki występujące w Australii i na Nowej Gwinei.

## Morfologia
Długość ciała 15–20 cm; masa ciała 31–101 g.

## Systematyka
Rodzaj zdefiniował w 1879 roku angielski zoolog Richard Bowdler Sharpe w publikacji poświęconej spisowi katalogowemu kolekcji wróblowych ze zbiorów Muzeum Brytyjskiego. Gatunkiem typowym jest (oznaczenie monotypowe) gwizdacz szarołbisty (H. cinereifrons).  

### Etymologia
- Heteromyias: gr. ἑτερος heteros ‘inny’; łac. myias ‘muchołówka’, od gr. μυια muia, μυιας muias ‘mucha’; πιαζω piazō ‘chwytać, łapać’[6].
- Iredaleornis: Tom Iredale (1880–1972), angielski ornitolog, zamieszkały w Australii w latach 1923–1972; ορνις ornis, ορνιθος ornithos ‘ptak’[7].

### Podział systematyczny
Do rodzaju należą następujące gatunki:
- Heteromyias albispecularis (Salvadori, 1876) – gwizdacz popielaty
- Heteromyias armiti (De Vis, 1894) – gwizdacz czarnołbisty
- Heteromyias cinereifrons (E.P. Ramsay, 1876) – gwizdacz szarołbisty